# Mariano Procópio
Mariano Procópio Ferreira Lage (Barbacena, 23 de junho de 1821 - Juiz de Fora, 14 de fevereiro de 1872) foi um empresário, diretor da Companhia União e Indústria, responsável pela construção da primeira estrada pavimentada do país - Estrada União e Indústria - "uma das glórias da engenharia nacional" e "uma das obras mais arrojadas do mundo" a sua época. Mariano Procópio foi também o responsável pela contratação dos imigrantes alemães e tiroleses que formaram a Colônia Alemã Dom Pedro II em Juiz de Fora (MG). Era tenente-coronel da Guarda Nacional.